# The Fool on the Hill
Pour les articles homonymes, voir The Fool (homonymie).
Pistes de Magical Mystery Tour
Magical Mystery Tour Flying
The Fool on the Hill est une chanson des Beatles signée Lennon/McCartney, bien qu'écrite exclusivement par Paul McCartney. Elle est parue en 1967 sur l'album Magical Mystery Tour, et apparaît également dans le film du même nom.

## Genèse et enregistrement
McCartney compose cette chanson au piano dans la maison de son père à Liverpool. Il la joue à John Lennon pendant les sessions d'enregistrement de With a Little Help from My Friends. Celui-ci lui conseille de l'écrire, mais Paul n'en fait rien, persuadé de réussir à s'en souvenir.
Une première démo est gravée le 6 septembre 1967, puis la chanson est enregistrée les 25, 26 et 27 septembre 1967 aux studios d'Abbey Road. Les flûtes sont ajoutées le 20 octobre et des parties de basse le 25. 

## Personnel
- Paul McCartney : chant, piano, basse, guitare acoustique, flûte à bec
- John Lennon : harmonica
- George Harrison : guitare acoustique, harmonica
- Ringo Starr : batterie, maracas, zil
- Christopher Taylor : flûte
- Richard Taylor : flûte
- Jack Ellory : flûte

## Parution
The Fool on the Hill figure dans le téléfilm Magical Mystery Tour diffusé à la BBC le 26 décembre 1967. La scène a été tournée en France dans la région de Nice. Le 31 octobre, Paul McCartney, Mal Evans et le caméraman Aubrey Dewar, arrivés dans le midi deux jours plus tôt, se font prendre par un taxi à trois heures trente le matin et demandent au chauffeur de les conduire à un endroit où le lever du soleil serait bien visible. Ils tournent jusqu'à la tombée du jour, mais finalement, seules les séquences matinales sont utilisées pour le clip.
La musique du film est sortie d'abord aux États-Unis le 27 novembre dans un LP du même nom où cinq morceaux issus de singles du groupe publiés durant l'année sont ajoutés en complément. Au Royaume-Uni, elle est publiée dans un double EP de six chansons, paru le 8 décembre 1967. La version sur CD, uniformisée internationalement, reprend l'édition américaine
En 1973, la chanson est placée sur la compilation The Beatles 1967-1970. La version démo ainsi que la prise n°4 du 25 septembre 1967 sont publiées sur Anthology 2 en 1996. Un nouveau mixage de la chanson est publié sur itunes en 2006 en complément de l'album Love.

## Reprises et adaptations

### Reprises
La chanson a été reprise notamment par Shirley Bassey, Sergio Mendes, Peter Cincotti, Petula Clark, Bobbie Gentry, Vera Lynn, Jean-Pierre Mader.
Elle a également été reprise par le groupe écossais Stone the Crows sur leur premier album Stone the Crows en 1969.
Une version interprétée en islandais par Björk à l'âge de douze ans, intitulée Álfur út úr hól, se trouve dans son album homonyme.
Helen Reddy l'interprète sur la bande originale du film All This and World War II en 1976.
Ray Sepulveda crée une version salsa du titre sur l'album Tropical Tribute to the Beatles sorti en 1996.
Le groupe de reggae parisien Danakil l’interprète sur l'album Entre les lignes en 2014.
Le groupe français Il était une fois a également repris la chanson.

### Adaptations
En 1968, Eddy Mitchell l'adapte en français sous le titre Le fou sur la colline (album Sept colts pour Schmoll).